# Vinkelfly
Vinkelfly (Enargia paleacea) är en fjärilsart som beskrevs av Eugen Johann Christoph Esper 1788. Vinkelfly ingår i släktet Enargia och familjen nattflyn. Arten är reproducerande i Sverige. Inga underarter finns listade i Catalogue of Life.

## Bildgalleri

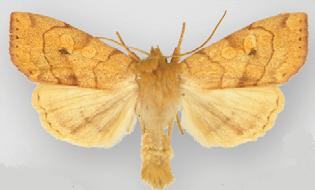
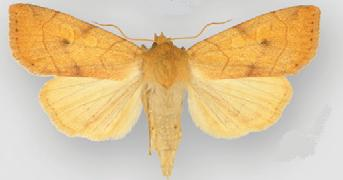
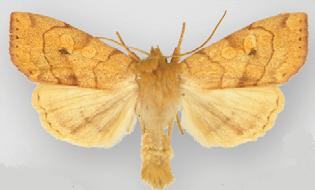
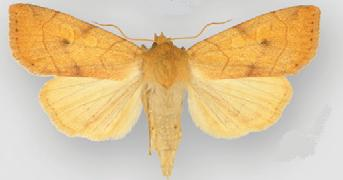